# 서인도

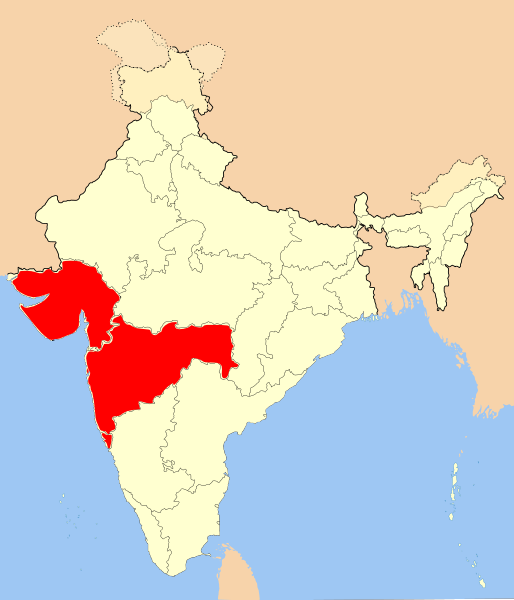
서인도

서인도(西印度)는 지리적으로 인도 공화국의 서부 지역을 뜻하며, 인도 아대륙 기준으로는 중서부 지역에 해당한다. 인구는 147,801,774명이다. 인도 공화국 내에서 제일 부유한 주인 마하라슈트라와 이 주의 주도이자 인도 공화국의 최대도시인 뭄바이가 서인도 지역에 위치하고 있으며, 이 때문에 오늘날 서인도 지역은 남인도 지역과 함께 인도 공화국 내에서 부유한 지역에 속한다.

## 같이 보기
- 동인도
- 북인도
- 북동인도
- 남인도
- 중앙인도
- 인도의 행정 구역